# Concattedrale del Sacro Cuore di Gesù (Bitola)
La concattedrale del Sacro Cuore di Gesù (in macedone: Црквата „Пресвето Срце Исусово“) si trova nella città di Bitola, in Macedonia del Nord ed è concattedrale della diocesi di Skopje.

## Storia
L'istituzione della chiesa risale al XIX, ad opera dei lazzaristi, che si proponevano di diffondere la fede cattolica tra la popolazione ortodossa dell'Impero ottomano. Fondatore della chiesa fu Giovanni-Giuseppe Lepavek, che nel 1857 acquistò un albergo dal quale si sarebbe sviluppata la futura chiesa, completa nel 1870, ma distrutta in un incendio nel 1900.
La chiesa attuale risale al 1909 ed è in stile neogotico. Il campanile della chiesa è stato costruito tra il 1938 ed il 1940.

## Descrizione
La chiesa ha tre altari, molte icone e statue di varie dimensioni ed un battistero. L'altare maggiore in castagno è stato realizzato in stile gotico a Monaco di Baviera, in Germania. Al centro dell'altare maggiore domina la Statua del Santissimo Cuore di Gesù.